# آبادان یازده ۶۰
آبادان یازده ۶۰ فیلمی به کارگردانی مهرداد خوشبخت، نویسندگی مهرداد خوشبخت و حسین تراب‌نژاد و تهیه‌کنندگی حسن کلامی محصول سال ۱۳۹۸ است.
این فیلم در بخش سودای سیمرغ سی و هشتمین دوره جشنواره فیلم فجر حضور داشت و برنده سیمرغ بلورین جایزه ویژه قاسم سلیمانی جشنواره فیلم فجر گردید.
آبادان یازده ۶۰ از بیست و ششم شهریور ۱۳۹۹ در سینماهای ایران اکران شده است.

## خلاصه
آبادان یازده ۶۰ روایت مجاهدت گروهی از کارکنان رادیو نفت آبادان برای حفظ رادیو و مخابره اخبار به منظور مقاومت مردم در برابر نیروهای عراقی است.

## جوایز

### سی و هشتمین دوره جشنواره فیلم فجر
| بخش                        | نامزد         | نتیجه    |
| -------------------------- | ------------- | -------- |
| جایزه ویژه سردار سلیمانی   | حسن کلامی     | برنده    |
| بهترین جلوه‌های ویژه میدانی | محسن روزبهانی | نامزدشده |
| بهترین جلوه‌های ویژه بصری   | محمد برادران  | نامزدشده |